# Suspensie Christie

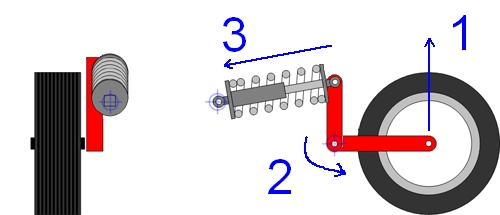
Reprezentarea schematică a suspensiei Christie

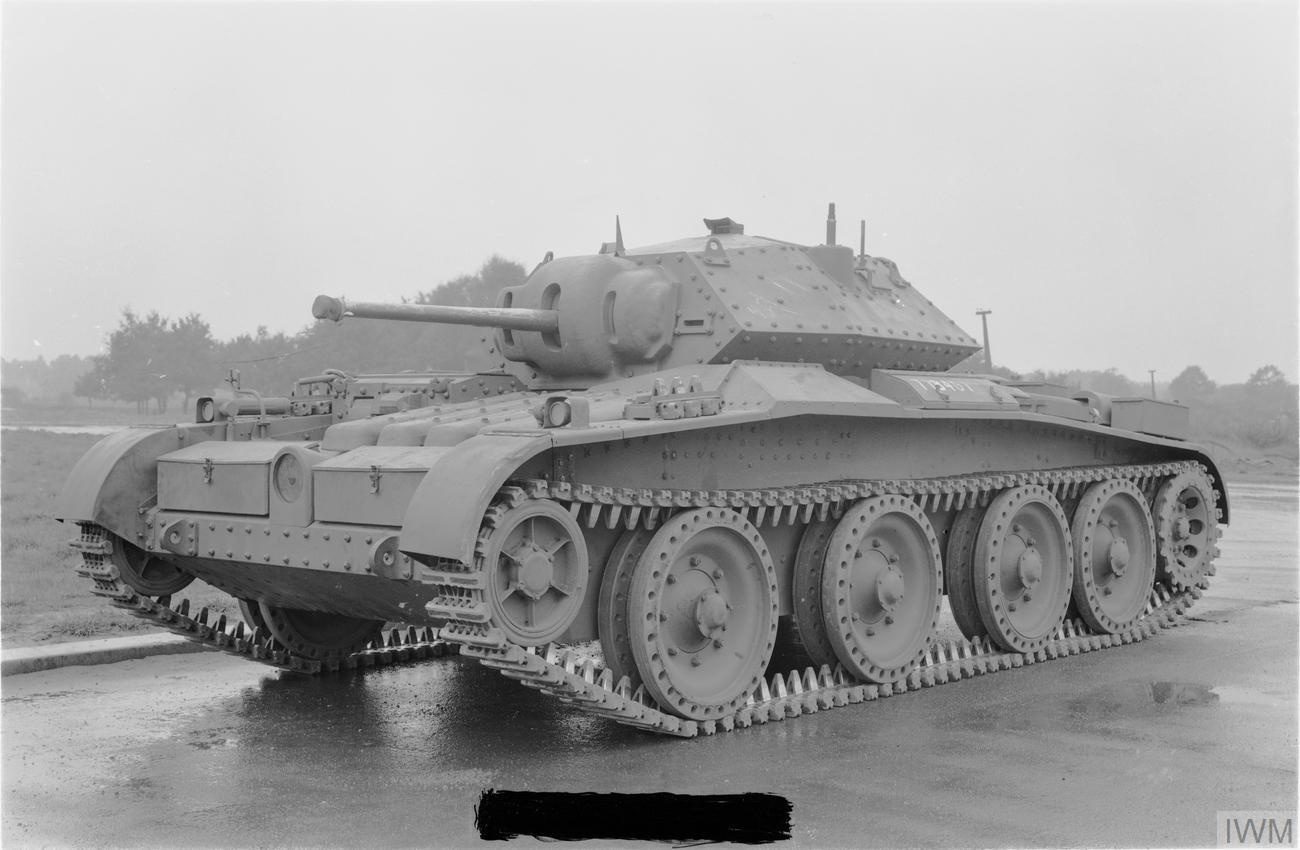
Tanc britanic Covenanter cu sistem de suspensie Christie

Suspensia Christie este un sistem de suspensie dezvoltat de inginerul american Walter Christie pentru proiectul lui de tanc. Acest sistem permite o mișcare mai lungă decât un sistem de suspensie bazată pe arcuri cu foi convenționale care era utilizat pe atunci pe scară largă, care permitea de asemenea o viteză de deplasare mai mare și un profil mai coborât. Sistemul a fost introdus pentru prima oară la proiectul M1928 și folosit până la abandonarea lui din 1944 la toate proiectele.

## Istoria suspensiei Christie
Christie a pledat pentru utilizarea unor tancuri ușoare cu rază lungă de acțiune și de viteze mai mari proiectate pentru a penetra liniile inamice și să atace infrastructura și capacitățile logistice. Proiectele sale anterioare din anii 1920 au fost împiedicate de slabe performanțe de a trece pe teren accidentat din cauza capacităților limitate ale sistemului de suspensie. La sfârșitul anilor 1920 el a conceput o soluție mai bună. Problema majoră cu care se confrunta el a fost un spațiu vertical limitat pentru arcuri: pentru o mișcare de 25 cm era nevoie de un spațiu vertical de 50 sau 75 cm pentru arc și lonjeron, și proiectele pentru modele sale mici nu ofereau astfel de spațiu.
Soluția a fost adăugarea unei pârghii cotite, care a schimbat direcția de mișcare de la verticală la orizontală. Galeții au fost montați individual pe o țeavă, care se putea mișca numai pe verticală, în partea de sus pârghia cotită rotea direcția de mișcare spre spate. Arcurile au fost montate pe capătul pârghiei cotite și puteau fi atât de lungi cât era necesar, situate de-a lungul interiorului corpului. Rezultatul a fost o creștere substanțială a plajei de mișcare, de la doar aproximativ 10 cm în proiectele sale inițiale, la 25 cm în cazul lui M1928, 35 cm în cazul lui M1930 și 60 cm la modelul M1932. Cel mai faimos tanc bazat pe proiectele lui Christie este tancul sovietic BT și tancul T-34, care foloseau arcuri elicoidale utilizate cu montare verticală pe tancul BT sau cu un unghi ușor diferit de direcția verticală în cazul lui T-34.